# Kościół i klasztor pw. Niepokalanego Poczęcia Najświętszej Maryi Panny w Łęczycy
Kościół pw. Niepokalanego Poczęcia Najświętszej Maryi Panny w Łęczycy to barokowa, jednonawowa świątynia. Posługują tu OO. Bernardyni.

## Historia
Inicjatywa uformowania kościoła i klasztoru w Łęczycy wyszła od Doroty Piwowskiej, która w 1632 r. zaprosiła Bernardynów na grunt przy łęczyckiej Bramie Poznańskiej. Lista fundatorów jest bardzo długa. Dzięki nim bracia ukończyli w latach 1636 – 43 budowę jednonawowego kościoła. Poświęcenia dokonano w 1652 r. Pierwotny wystrój był ubogi. Obecna szata wnętrza pochodzi z przełomu XVII-XVIII w. Twórcą polichromii był br. Walenty Żebrowski. Wnętrze kościoła, urządzone w duchu theatrum sacrum, jest jednym z najpiękniejszych w całej Prowincji OO. Bernardynów.
Łęczyca była podówczas ważnym miastem ze względu na sejmiki szlacheckie. Ich obrady przeniesiono z kościoła parafialnego do bernardyńskiej świątyni, co przysparzało zarówno ofiarodawców, jak i kłopotów. Dwukrotnie kościół został zbezczeszczony z powodu przelewu krwi w wyniku bójek. 
W czasie powstania styczniowego zakonnicy byli bezpośrednio zaangażowani w pomoc partyzantom. To spowodowało odwetową kasatę klasztoru w 1864 r. Kościół i klasztor przeszły pod kuratelę miejscowej parafii. Po odzyskaniu niepodległości Bernardyni nie byli w stanie objąć starej placówki z powodu braku dostatecznej liczby kapłanów. Tymczasowo zadomowili się tu jezuici. Dopiero po ich rezygnacji w 1946 r. klasztor trafił do pierwszych właścicieli – ojców Bernardynów. W 1981 r. przy klasztorze została utworzona parafia.

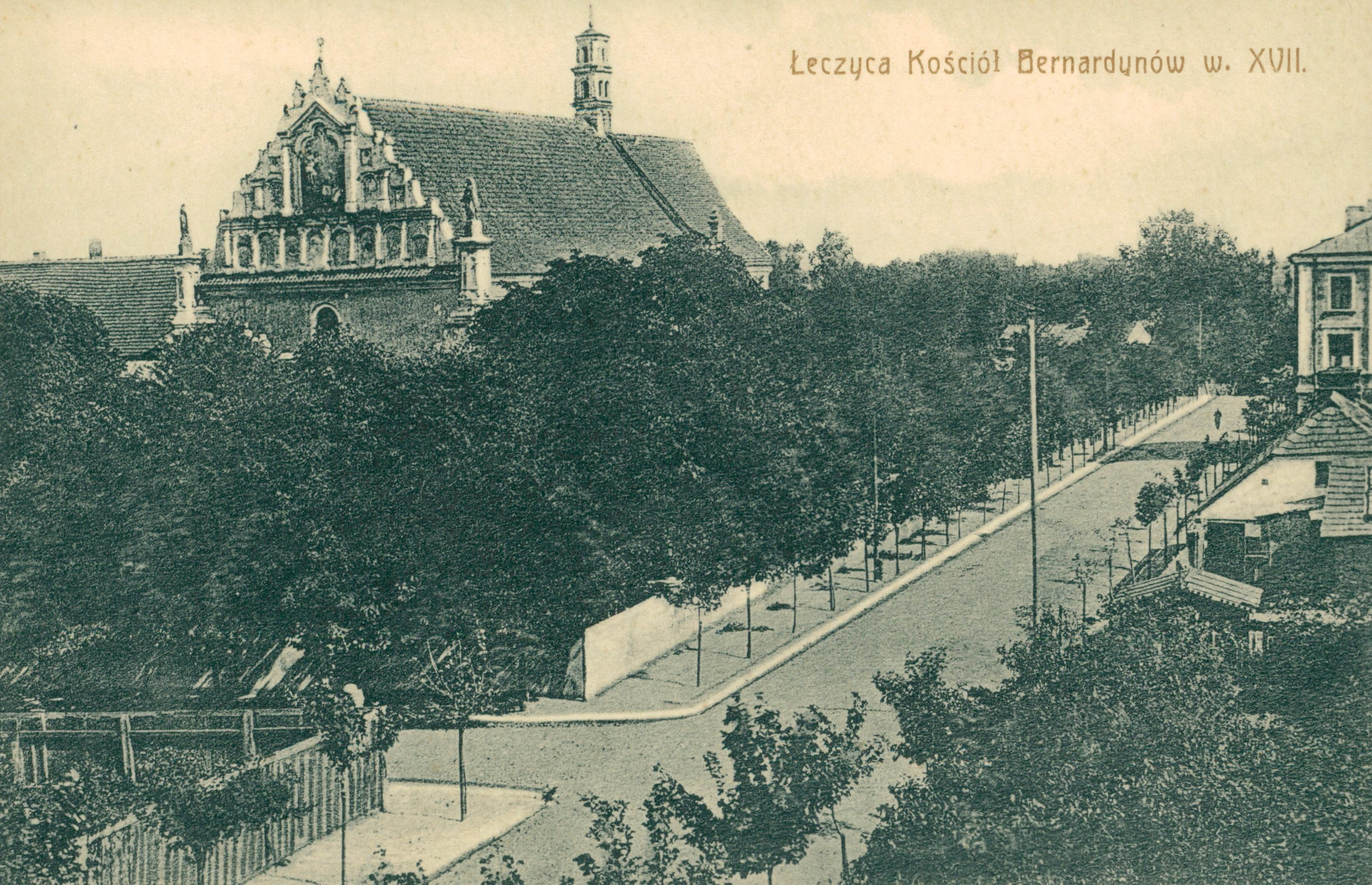
Kościół około 1917–1935
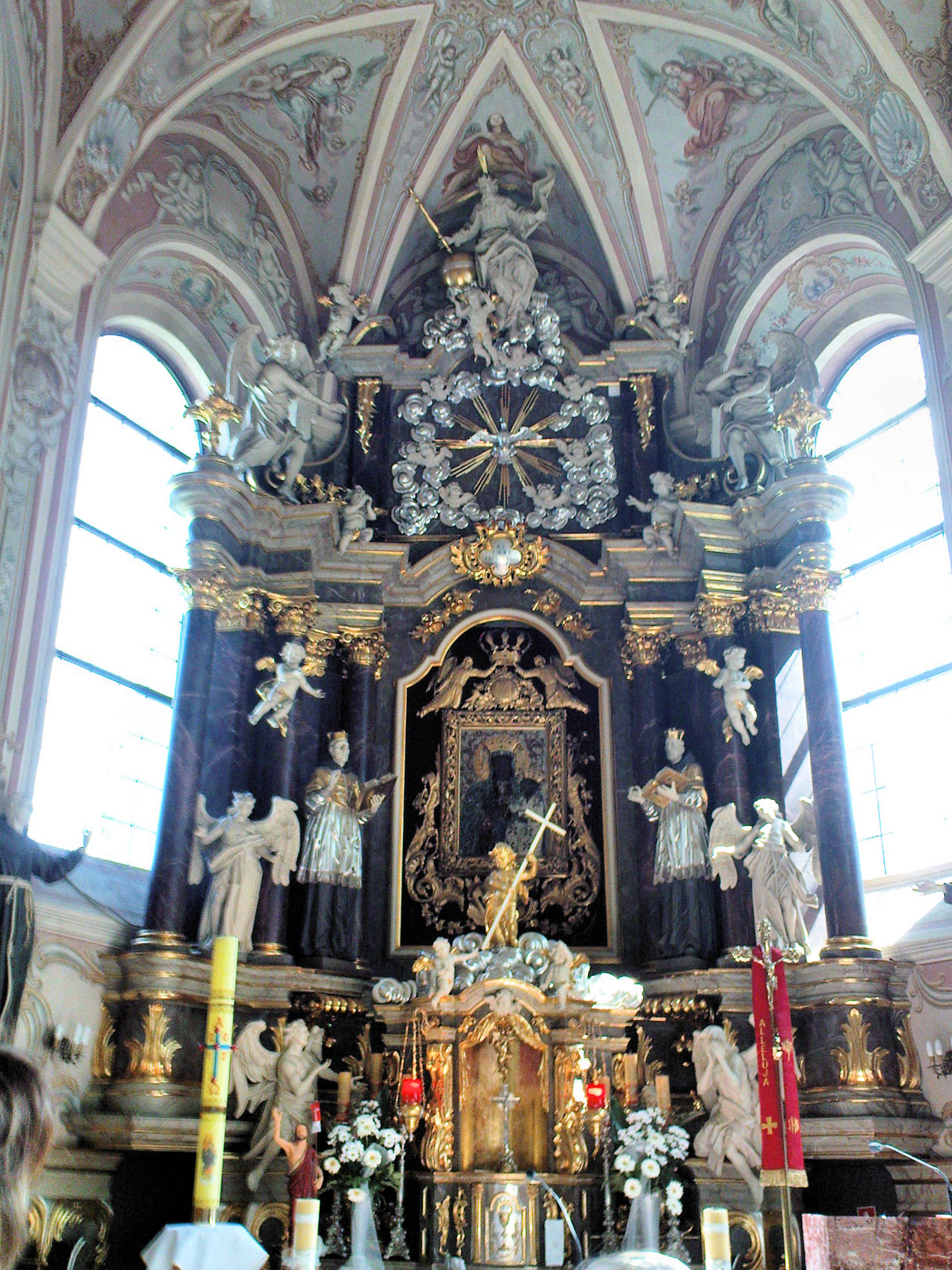
Wnętrze świątyni